# Reinhard Egger
Reinhard Egger (Wörgl, 11 settembre 1989) è uno slittinista austriaco.

## Biografia
Ha iniziato a gareggiare per la nazionale austriaca nelle varie categorie giovanili sia nella specialità del singolo sia in quella del doppio cogliendo, quale miglior risultato, una medaglia di bronzo ai campionati mondiali juniores di Lake Placid 2008 nella gara a squadre.

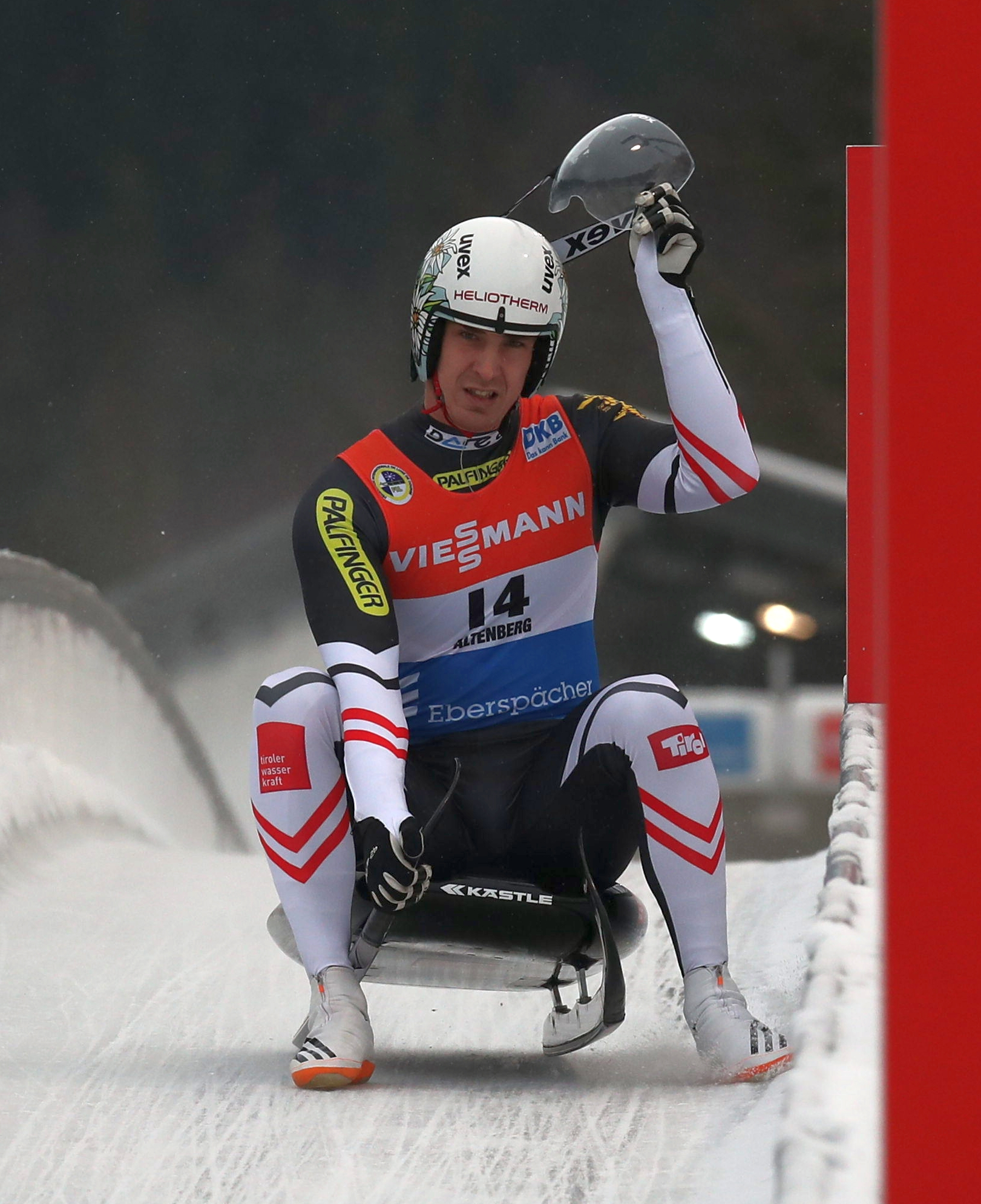
Egger in gara ad Altenberg nel 2017

A livello assoluto ha gareggiato esclusivamente nella specialità individuale, esordendo in Coppa del Mondo nella stagione 2008/09; ha conquistato il primo podio il 29 novembre 2009 nella prova a squadre ad Igls (2°) e il primo nel singolo il 30 novembre 2018 a Whistler, dove si piazzò terzo; vinse la sua prima gara il 6 gennaio 2019 a Schönau am Königssee imponendosi nel singolo. In classifica generale, come miglior piazzamento, è giunto al sesto posto nella specialità del singolo nel 2018/19.
Ha partecipato a due edizioni dei Giochi olimpici invernali: a Soči 2014 ha raggiunto l'ottava posizione nella prova individuale e a Pyeongchang 2018 ha terminato la gara del singolo al quindicesimo posto.

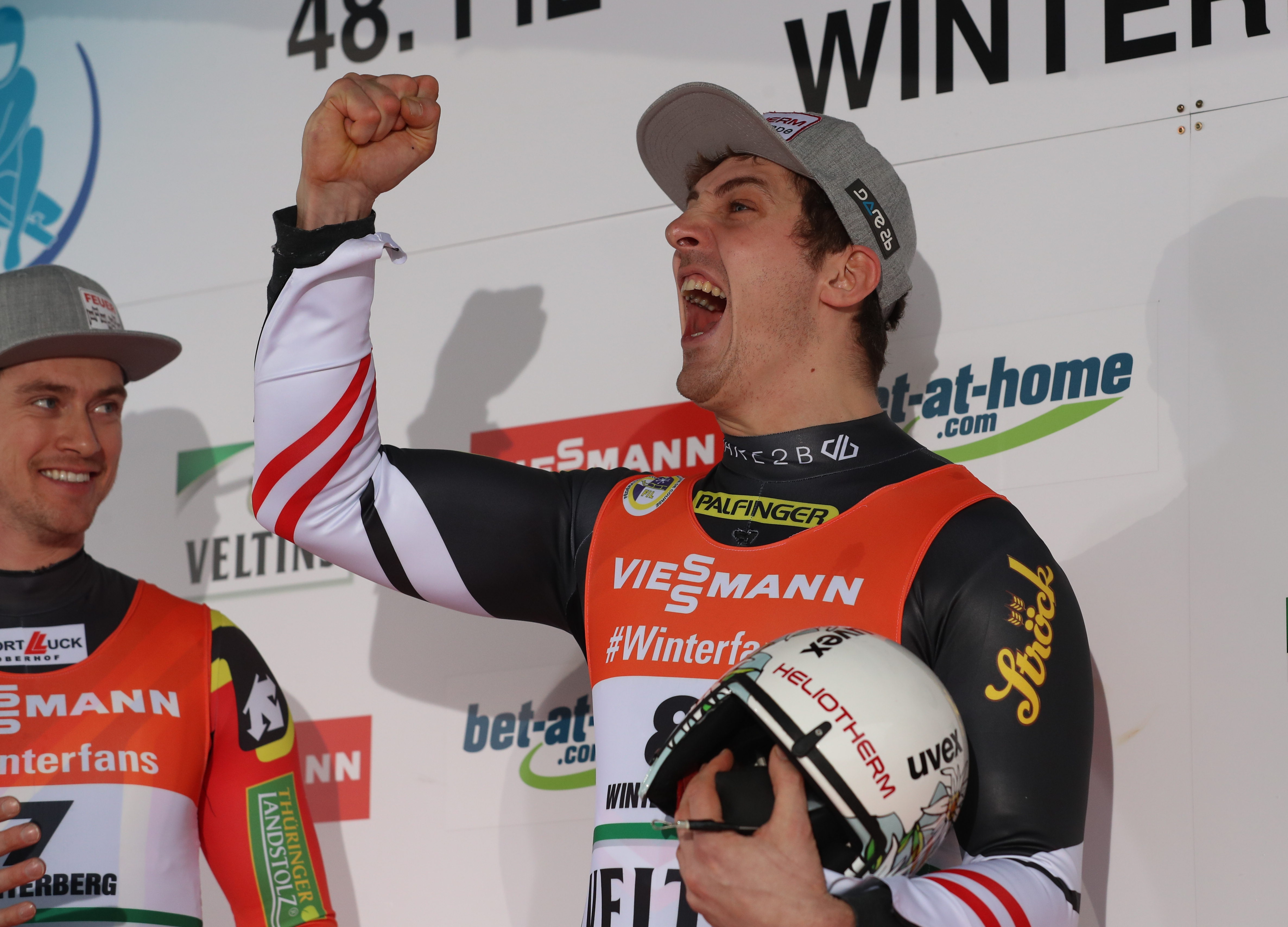
Egger esulta per la medaglia d'argento mondiale conquistata nel singolo a Winterberg 2019

Ha preso parte altresì a sei edizioni dei campionati mondiali, conquistando un totale di due medaglie. Nel dettaglio i suoi risultati nelle prove iridate sono stati, nel singolo: undicesimo a Cesana Torinese 2011, ventunesimo ad Altenberg 2012, ventunesimo a Whistler 2013, ventiseiesimo a Sigulda 2015, diciassettesimo a Schönau am Königssee 2016 e medaglia d'argento a Winterberg 2019; nel singolo sprint: sesto a Winterberg 2019; nelle prove a squadre: medaglia d'argento a Winterberg 2019. Nell'edizione di Cesana Torinese ha conseguito inoltre la medaglia di bronzo nel singolo nella speciale classifica riservata agli under 23.
Nelle rassegne continentali ha colto l'undicesima piazza a Sigulda 2014 nella gara monoposto.

## Palmarès

### Mondiali
- 2 medaglie:
  - 2 argenti (singolo, gara a squadre a Winterberg 2019).

### Mondiali under 23
- 1 medaglia:
  - 1 bronzo (singolo a Cesana Torinese 2011).

### Mondiali juniores
- 1 medaglia:
  - 1 bronzo (gara a squadre a Lake Placid 2008).

### Coppa del Mondo
- Miglior piazzamento in classifica generale nel singolo: 6° nel 2018/19.
- 10 podi (4 nel singolo, 1 nel singolo sprint, 5 nelle gare a squadre):
  - 2 vittorie (1 nel singolo, 1 nel singolo sprint);
  - 4 secondi posti (1 nel singolo, 3 nelle gare a squadre);
  - 4 terzi posti (2 nel singolo, 2 nelle gare a squadre).

#### Coppa del Mondo - vittorie
| Data             | Luogo                | Paese    | Disciplina |
| ---------------- | -------------------- | -------- | ---------- |
| 6 gennaio 2019   | Schönau am Königssee | Germania | Singolo    |
| 14 dicembre 2019 | Whistler             | Canada   | Singolo    |

### Coppa del Mondo juniores
- Miglior piazzamento in classifica generale nel singolo: 4º nel 2008/09.
- Miglior piazzamento in classifica generale nel doppio: 4º nel 2007/08.